# Voucher

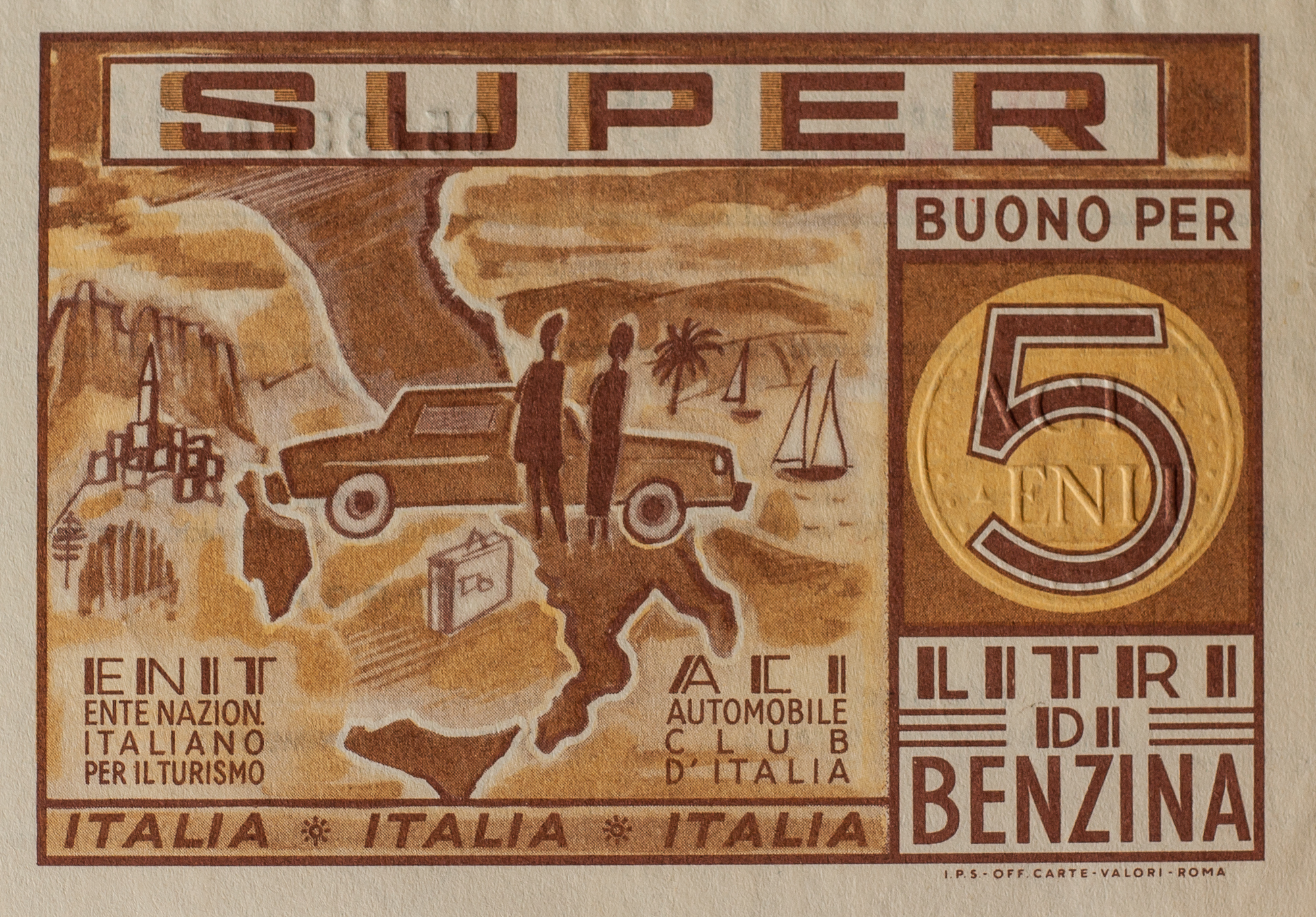
Voucher rilasciato dall'ENIT utile a ricevere 5 litri di benzina

I voucher (dall'inglese [to] vouch: attestare, garantire; pronuncia italianizzata: vàucer) sono documenti emessi da agenzie di viaggio ai propri clienti, come conferma del diritto a godere, nel loro viaggio, di specifici servizi, in essi indicati e già pagati in precedenza all'agenzia stessa.

## Caratteristiche
I voucher sono:
- Ordinativi di servizi;
- Mezzo di pagamento, in quanto il turista presentando il voucher dimostra di aver già pagato;

L'agenzia che emette il voucher prende il nome di agenzia emittente, chi presta il servizio prende il nome di onorante, perché deve onorare un impegno preso, cioè la prenotazione.
Relativamente alla prestazione di servizi alberghieri vengono emessi dei voucher che, per le particolari caratteristiche di utilizzazione, vengono definiti "anomali", e cioè:
- Il voucher deposito, emesso quando il cliente non è sicuro del tempo di permanenza in albergo, e versa solo un deposito, che sarà detratto dalla nota generale al momento del check-out[2]. Il cliente quindi paga la differenza e l'agenzia prenotante invierà all'albergatore l'ammontare del deposito, detraendo la provvigione che le spetta.

- Il voucher riserva o di presentazione, emesso per clienti abituali ed usato per gli alberghi che preferiscono pagamenti in contanti. In questo caso il conto dei servizi alberghieri utilizzati sarà pagato direttamente dal cliente al momento di lasciare l'albergo.

## Ciclo di validità del voucher
Il voucher ha un suo ciclo di validità che comprende quattro fasi:
1. Emissione;
2. Onoramento;
3. Presentazione al pagamento;
4. Pagamento.

La fase di emissione prevede le seguenti operazioni:
- Provvedere alla preventiva prenotazione del servizio;
- Calcolare il prezzo di tariffa del servizio da prestare;
- Compilare diligentemente il buono in ogni sua parte;
- Incassare l'ammontare.

La fase di onoramento consiste nella prestazione, da parte del fornitore, dei servizi indicati nel voucher; in questo caso si parla di onoramento diretto. L'onoramento indiretto, invece, consiste nella sostituzione di un titolo con altri titoli che poi daranno diritto ad una prestazione diretta di servizi da parte di altri fornitori.
La fase di presentazione al pagamento si ha quando il fornitore (o corrispondente) che ha onorato il voucher richiede all'agenzia emittente l'importo di propria spettanza.
La fase di pagamento si ha quando l'ufficio incaricato del pagamento, ricevuta la fattura e compiuti i relativi controlli del voucher, invia un assegno o effettua un bonifico a mezzo banca in favore del fornitore.
Le varie fasi del ciclo di validità del voucher non seguono sempre lo stesso ordine; a volte l'onoramento può essere successivo al pagamento. 
L'emittente è obbligato ad accettare e liquidare su richiesta voucher emessi, che hanno quindi hanno un corso legale. Essendo titoli nominativi e non cedibili a terzi, non sono un caso di moneta a termine.

## Voucher speciali
Esistono particolari tipi di voucher che si differenziano per caratteristiche, emissione e uso.
Tra questi particolari strumenti di pagamento ritroviamo:
1. Voucher full credit
2. Multiple Purpose Document (M.P.D)
3. Guaranteed voucher
4. Open voucher
5. Voucher INPS lavoro accessorio

### Full credit
La traduzione italiana di queste due parole inglesi è "pieno credito".
Il full credit è un voucher emesso in favore di clienti abituali, aventi una cospicua capacità patrimoniale. Viene emesso per servizi di cui non si è in grado di sapere in anticipo l'ammontare della spesa. Solitamente viene intestato ad un'agenzia di viaggi corrispondente (spesso estera) presso la quale il turista-cliente in questione potrebbe avere, ad esempio, la possibilità di ricevere il denaro di cui necessita evitando così di portare con sé notevoli somme con tutte le conseguenze del caso.
Se il voucher viene emesso per servizi da prestare all'estero il suo ammontare è limitato da restrizioni valutarie.

### M.P.D.
Multiple Purpose Document corrisponde all'italiano "buono per servizi diversi".
L'M.P.D. è un voucher riservato ai soli vettori aerei e alle agenzie abilitate alla vendita della biglietteria internazionale; viene distribuito dalla International Air Transport Association.
Il titolo viene intestato al passeggero, viene emesso per la prestazione di servizi inerenti al trasporto aereo o di superficie, di servizi turistici a terra di inclusive tour, per la locazione di autovetture, per sistemazioni alberghiere e non per il trasferimento di denaro.
A differenza dei normali voucher non è l'agenzia emittente responsabile del pagamento al fornitore dei servizi descritti, ma il vettore aereo: infatti l'agenzia emittente trasferisce la somma al vettore dopo aver trattenuto le provvigioni; sarà lo stesso vettore ad accreditare l'importo ai fornitori di servizi.

### Guaranteed voucher
Corrisponde all'italiano "voucher garantito". Rappresenta uno strumento per lo snellimento del lavoro delle agenzie di viaggi consociate.
Questo speciale tipo di voucher è, per i fornitori di servizi, un'alternativa al denaro liquido. Offre la certezza da parte dei fornitori, agenti di viaggio e ai loro clienti che i servizi indicati nel titolo saranno prestati in quanto sono assicurati dalla Citicorp Diners Club, una delle più grandi istituzioni finanziarie, la quale effettuerà rapidamente il pagamento dei servizi occupandosi anche della liquidazione delle provvigioni agli agenti di viaggi.
Di conseguenza gli albergatori non avranno più bisogno di chiedere depositi; le agenzie consociate non avranno più bisogno di effettuare depositi o cauzioni, pagamenti di anticipi per prenotazione di servizi e reclamare le provvigioni.
Ulteriori vantaggi per le agenzie sono le minori spese amministrative e il calcolato del tasso cambiario della valuta. Quest'ultimo, in caso di servizi da prestare all'estero, verrà calcolato alla data del giorno dell'emissione del voucher evitando così le oscillazioni valutarie.

### Open voucher
Alcune catene alberghiere e località hanno ideato l'open voucher per favorire clienti che necessitano di una data libertà nella costituzione del viaggio o che soggiornano in un certo posto fin quando non trovano un nuovo interesse altrove.
In questo modo il cliente può muoversi in un paese avendo già pagato i servizi ricettivi ma riservandosi di prenotare di volta in volta il soggiorno nella località e nella struttura che preferisce.
L'open voucher può essere emesso per tutti gli alberghi di una catena e quindi il cliente può essere attratto da diverse opportunità in tutto il mondo.

### Voucher dell'INPS per lavoro accessorio
In Italia i datori di lavoro occasionale possono utilizzare i voucher corrispondendo in tal modo ai prestatori occasionali la retribuzione e contemporaneamente versando i contributi previdenziali e assicurativi all'INPS e all'INAIL. Formalmente lo strumento si chiama buono lavoro.
Negli anni la legislazione è cambiata diverse volte e il tradizionale ambito di utilizzo del voucher (lavoro domestico, agricoltura, ecc.) è stato esteso a qualsiasi settore, seppur con varie limitazioni in termini di importo massimo annuo.